# Burgkapelle (Trochtelfingen)

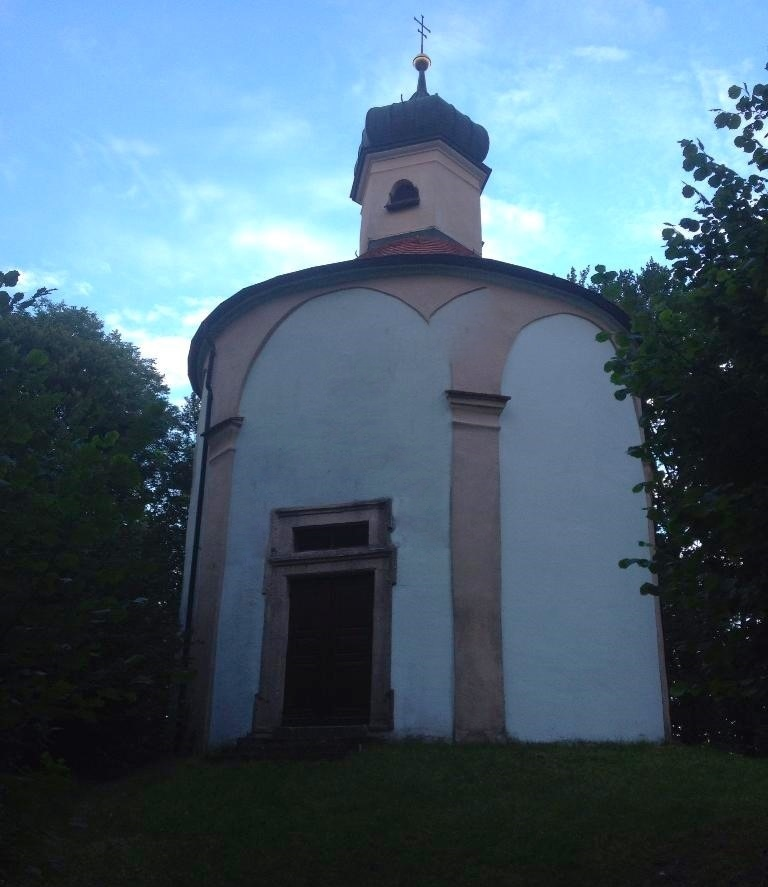
Außenansicht der Burgkapelle

Die Burgkapelle (Marienkapelle) ist eine Kapelle in Trochtelfingen im baden-württembergischen Landkreis Reutlingen. Sie befindet sich nördlich der Stadt auf einem Kegelberg. Berg und Kapelle werden zusammen im Volksmund als „Auf der Burg“ bezeichnet.

## Geschichte
Die Kapelle wurde 1660 als Marienkapelle an der Stelle einer abgegangenen Burg erbaut. Gestiftet wurde die Kapelle von Gräfin Elisabeth Franziska zu Fürstenberg, geborene Monterechier († 1668), Ehefrau des Fürsten Ferdinand Friedrich Egon. Im Jahr 1719 erfolgten größere Instandsetzungsmaßnahmen. Die Einweihung vollzog im Mai 1724 der Weihbischof von Konstanz, Franz Johann Anton von Sirgenstein.
Restaurierungsmaßnahmen und eine Neufassung des Altars wurden um 1880 durchgeführt. Im Jahr 1913 schuf der gebürtige Trochtelfinger Kunstmaler Johann Eisele von Donaueschingen die Wandgemälde der vierzehn Nothelfer. Für die neue Dacheindeckung 1931/32 wurden alte Latten und Biberschwänze vom Dach der Pfarrkirche verwendet, das kurz vorher komplett erneuert worden war. 1958 fand eine innere Ausmalung bzw. Instandsetzung statt, wobei die vierzehn Nothelfer wieder entfernt wurden, weil die Farbe mit Verputz zum Teil abgeblättert war.
In der Zeit zwischen 1984 und 1987 wurde die Fassade der Kapelle neu gestaltet. Beim Abschlagen des alten Putzes bis auf das Mauerwerk entdeckte man einen weichen noch verhältnismäßig gut erhaltenen Kalkputz. An einer Stelle trat die Jahreszahl 1848 und der Name „Kohler“ hervor. Die neue Fassade wurde zweifarbig in Weiß/Rosé gestaltet.

## Architektur und Innenausstattung
Die Kapelle ist ein überkuppelter Zentralbau über einem kreisförmigen Grundriss. Die Außenwand ist durch Arkadenbögen über toskanischen Wandpilastern gegliedert. Auf der mit Biberschwänzen gedeckten Kuppel sitzt eine mit Kupferblech gedeckte Laterne mit drei Luken mit Schalllamellen und mit einer barocken Haube.
Das Innere ist ebenfalls durch Pilaster gegliedert. Zu beiden Seiten des barocken Altars öffnet sich jeweils ein barockes Rechteckfenster mit Rundbögen. Der aufwendig ausgestattete Altar mit zwei gedrehten Säulen mit vergoldeten korinthischen Kapitellen, einem gesprengten Giebel, Stuckmarmor und vergoldetem Stuck ist mit einem Altarbild der Madonna mit Kind ausgestattet. Das farbig gefasste und teils vergoldete Relief zeigt eine gekrönte Madonna mit dem Jesusknaben auf einem Wolkenband, ein Fuß der Madonna ruht auf einer Mondsichel. Der Altar wird flankiert von zwei barocken Statuen auf Wandpostamenten, einer Mutter Anna mit dem Kind Maria und einer weiteren Heiligen.

## Nutzung
Die Kapelle wird jedes Wochenende von privater Hand geöffnet, sodass sie von Einheimischen, Touristen und Wanderern besichtigzt werden kann. In unregelmäßigen Abständen finden dort Freiluftgottesdienste der Seelsorgeeinheit Gammertingen-Trochtelfingen statt.